# 634981 Herbertgrice
634981 Herbertgrice è un asteroide della fascia principale. Scoperto nel 2012, presenta un'orbita caratterizzata da un semiasse maggiore pari a 3,195505 UA e da un'eccentricità di 0,139548, inclinata di 2,561498° rispetto all'eclittica.